# Ubi urbaniano
Ubi Urbaniano  è una enciclica di papa Pio IX, datata 30 luglio 1864, e dedicata alla difficile situazione della Polonia.
Il Papa deplora la rivoluzione che i polacchi stanno attuando contro il legittimo governo russo ed invita ad obbedire all'autorità costituita; nello stesso tempo però il Pontefice denunzia nei termini più forti le misure anticattoliche messe in atto dal governo russo, gli esili forzati dei Prelati cattolici, e le pressioni fatte in Lituania per indurre i fedeli cattolici allo scisma.